# رودوود (میشیگان)
رودوود، میشیگان (به انگلیسی: Rockwood, Michigan) یک شهر در ایالات متحده آمریکا با جمعیت ۳٬۲۸۹ نفر است که در میشیگان واقع شده‌است.